# Line Monty
Line Monty, còn được biết đến với nghệ danh Leïla Fateh (1926  tại Oran - 12 tháng 12 năm 2003 tại Paris), là một ca sĩ người Algérie gốc Do Thái. Cô xuất hiện lần đầu tiên trên một bộ phim ngắn của Alberto Spadolini Nous, les Gitanes vào năm 1950. Năm 1952, cô bắt đầu thu âm thay mặt Pathé Marconi.
Cô đã giành được giải thưởng Edith Piaf và giành được giải thưởng Prix d'Olympia.
Một bộ sưu tập các bản thu âm các bài hát tiếng Ả Rập và tiếng Pháp của cô đã được phát hành dưới tên Trésors de la chanson Judéo-Arabe - Line Monty ở Pháp vào đầu những năm 1990.